# Biosfera ombra
Con il termine "biosfera ombra" si indica un'ipotetica biosfera microbica terrestre basata su processi biochimici e molecolari radicalmente differenti da quelli impiegati dalle forme di vita note. Nonostante la vita sulla Terra sia relativamente ben studiata, l'eventuale esistenza di una biosfera ombra potrebbe comunque passare inosservata, poiché lo studio del mondo microbico ha il suo punto di partenza principale nella biochimica dei macrorganismi.

## Ipotesi
È stato suggerito che la Terra primordiale possa aver assistito a molteplici origini della vita, alcune delle quali avrebbero prodotto variazioni chimiche nella vita così come la conosciamo. Steven A. Benner, Alonso Ricardo e Matthew A. Carrigan, biochimici dell'Università della Florida, sostengono che, se degli organismi a RNA fossero esistiti in passato, essi potrebbero essere vivi ancora oggi, passando però inosservati in quanto non contengono ribosomi, solitamente impiegati per rilevare l'attività dei microrganismi viventi. Suggeriscono di cercarli in ambienti a ridotto contenuto di zolfo, ambienti spazialmente limitati (per esempio minerali con pori più piccoli di un micrometro) o ambienti che oscillano tra temperature estremamente basse ed estremamente elevate.
Altri possibili candidati per una biosfera ombra includono organismi che utilizzano diverse serie di amminoacidi all'interno delle loro proteine, oppure diverse unità molecolari (ad esempio basi o zuccheri) nei loro acidi nucleici, aventi una chiralità opposta alla nostra, utilizzando alcuni degli amminoacidi non standard o utilizzando l'arsenico al posto del fosforo, fondandosi su un codice genetico diverso, o anche possedendo un altro tipo di sostanza chimica come materiale genetico che invece di catene di acidi nucleici (DNA o RNA) o biopolimeri. Carol Cleland, filosofa della scienza presso l'Università del Colorado (Boulder), sostiene che la vernice del deserto, la cui condizione biologica o non biologica è stata discussa sin dai tempi di Darwin, dovrebbe essere indagata in quanto potenziale candidato costituente una biosfera ombra.
L'esistenza di una biosfera ombra potrebbe significare che la vita si sia evoluta sulla Terra in più di un'occasione. Ciò vorrebbe dire che sulla Terra potrebbero esistere microrganismi privi di qualsivoglia connessione evolutiva con qualsiasi altra forma di vita conosciuta. Si ritiene poi che se una forma alternativa di vita microbica dovesse essere individuata sulla Terra, ciò indicherebbe l'esistenza di buone probabilità che la vita sia comune anche altrove nell'universo.

## Critiche
I metodi impiegati dai sostenitori e le conclusioni tratte da esperimenti che pretendono di mostrare prove dell'esistenza di biosfere ombra sono stati criticati. Ad esempio, le prove che in passato sembravano supportare la possibilità che l'arsenico potesse sostituire il fosforo nel DNA potrebbero essere il risultato di contaminazione in laboratorio o sul campo. Inoltre, il DNA che include l'arsenico è chimicamente instabile.